# Huskići
Huskići är en ort i Bosnien och Hercegovina.   Den ligger i entiteten Federationen Bosnien och Hercegovina, i den centrala delen av landet, 80 km norr om huvudstaden Sarajevo. Huskići ligger 225 meter över havet och antalet invånare är 1 344.
Terrängen runt Huskići är platt åt sydväst, men åt nordost är den kuperad. Runt Huskići är det ganska tätbefolkat, med 93 invånare per kvadratkilometer.. Närmaste större samhälle är Tuzla, 10,8 km öster om Huskići. 
Omgivningarna runt Huskići är en mosaik av jordbruksmark och naturlig växtlighet.